# Kabinet-Miki
Het kabinet–Miki (Japans: 三木内閣) was de regering van het Keizerrijk Japan van 9 december 1974 tot 24 december 1976.

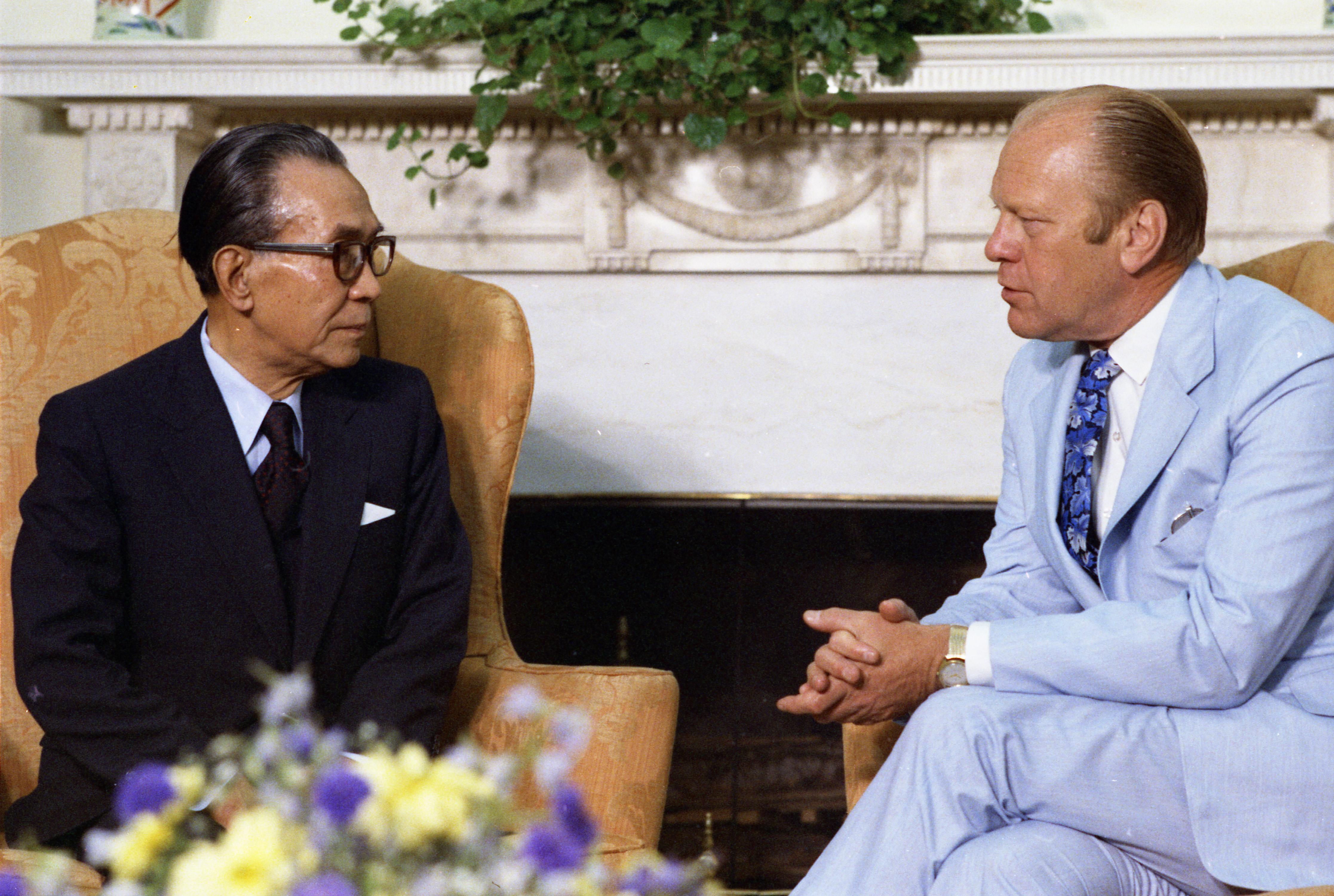
Premier Takeo Miki en president van de Verenigde Staten Gerald Ford tijdens een werkbezoek aan het Witte Huis in de Oval Office op 5 augustus 1975.

## Kabinet–Miki (1974–1976)
| Ambtsbekleder                                                | Ambtsbekleder    | Ambtsbekleder                         | Functie                                    | Ambtstermijn      | Ambtstermijn      | Partij |
| ------------------------------------------------------------ | ---------------- | ------------------------------------- | ------------------------------------------ | ----------------- | ----------------- | ------ |
|                                                              | Takeo Miki       | Takeo Miki 三木武夫 (1907–1988)       | Premier                                    | 9 december 1974   | 24 december 1976  | LDP    |
|                                                              | Takeo Fukuda     | Takeo Fukuda 福田赳夫 (1905–1995)     | Vicepremier                                | 9 december 1974   | 24 december 1976  | LDP    |
| Directeur- generaal voor Economisch Beleid                   | Takeo Fukuda     | Takeo Fukuda 福田赳夫 (1905–1995)     |                                            | 9 december 1974   | 24 december 1976  | LDP    |
|                                                              |                  | Ichitaro Ide 井出一太郎 (1912–1996)   | Secretaris- generaal                       | 9 december 1974   | 24 december 1976  | LDP    |
|                                                              |                  | Hajime Fukuda 福田一 (1902–1997)      | Minister van Binnenlandse Zaken            | 11 november 1974  | 15 september 1976 | LDP    |
| Voorzitter van de Commissie voor Openbare Orde en Veiligheid |                  | Hajime Fukuda 福田一 (1902–1997)      |                                            | 11 november 1974  | 15 september 1976 | LDP    |
|                                                              |                  | Kimiyoshi Amano 天野公義 (1921–1990)  | Minister van Binnenlandse Zaken            | 15 september 1976 | 24 december 1976  | LDP    |
| Voorzitter van de Commissie voor Openbare Orde en Veiligheid |                  | Kimiyoshi Amano 天野公義 (1921–1990)  |                                            | 15 september 1976 | 24 december 1976  | LDP    |
|                                                              | Kiichi Miyazawa  | Kiichi Miyazawa 宮澤喜一 (1919–2007)  | Minister van Buitenlandse Zaken            | 9 december 1974   | 15 september 1976 | LDP    |
|                                                              | Zentaro Kosaka   | Zentaro Kosaka 小坂善太郎 (1912–2000) | Minister van Buitenlandse Zaken            | 15 september 1976 | 24 december 1976  | LDP    |
|                                                              | Masayoshi Ohira  | Masayoshi Ohira 大平正芳 (1910–1980)  | Minister van Financiën                     | 16 juli 1974      | 24 december 1976  | LDP    |
|                                                              | Osamu Inaba      | Osamu Inaba 稲葉修 (1909–1992)        | Minister van Justitie                      | 9 december 1974   | 24 december 1976  | LDP    |
|                                                              | Toshio Komoto    | Toshio Komoto 河本敏夫 (1911–2001)    | Minister van Economische Zaken             | 9 december 1974   | 24 december 1976  | LDP    |
|                                                              |                  | Masami Tanaka 田中正巳 (1917–2005)    | Minister van Volksgezondheid en Welzijn    | 9 december 1974   | 15 september 1976 | LDP    |
|                                                              |                  | Takashi Hayakawa 早川崇 (1916–1982)   | Minister van Volksgezondheid en Welzijn    | 15 september 1976 | 24 december 1976  | LDP    |
|                                                              |                  | Shun Hasegawa 長谷川峻 (1912–1992)    | Minister van Arbeid                        | 9 december 1974   | 15 september 1976 | LDP    |
|                                                              | Yuki Urano       | Yuki Urano 浦野幸男 (1914–1977)       | Minister van Arbeid                        | 15 september 1976 | 24 december 1976  | LDP    |
|                                                              | Michio Nagai     | Michio Nagai 永井道雄 (1923–2000)     | Minister van Onderwijs                     | 9 december 1974   | 24 december 1976  | O      |
|                                                              |                  | Mutsuo Kimura 木村睦男 (1913–2001)    | Minister van Transport en Infrastructuur   | 9 december 1974   | 15 september 1976 | LDP    |
|                                                              | Hirohide Ishida  | Hirohide Ishida 石田博英 (1914–1993)  | Minister van Transport en Infrastructuur   | 15 september 1976 | 24 december 1976  | LDP    |
|                                                              |                  | Tadao Kariya 仮谷忠男 (1913–1976)     | Minister van Bouw en Constructie           | 9 december 1974   | 16 januari 1976   | LDP    |
|                                                              | Takeo Miki       | Takeo Miki 三木武夫 (1907–1988)       | Minister van Bouw en Constructie           | 16 januari 1976   | 20 januari 1976   | LDP    |
|                                                              | Noboru Takeshita | Noboru Takeshita 竹下登 (1924–2000)   | Minister van Bouw en Constructie           | 20 januari 1976   | 15 september 1976 | LDP    |
|                                                              |                  | Chuuma Tatsubo 中馬辰猪 (1916–2010)   | Minister van Bouw en Constructie           | 15 september 1976 | 24 december 1976  | LDP    |
|                                                              | Shintaro Abe     | Shintaro Abe 安倍晋太郎 (1924–1991)   | Minister van Landbouw, Bosbouw en Visserij | 9 december 1974   | 15 september 1976 | LDP    |
|                                                              | Takeichi Oishi   | Takeichi Oishi 大石武一 (1909–2003)   | Minister van Landbouw, Bosbouw en Visserij | 15 september 1976 | 24 december 1976  | LDP    |
|                                                              |                  | Isamu Murakami 村上勇 (1902–1991)     | Minister van Communicatie en Post          | 9 december 1974   | 15 september 1976 | LDP    |
|                                                              | Atsuyasu Fukuda  | Atsuyasu Fukuda 福田篤泰 (1906–1993)  | Minister van Communicatie en Post          | 15 september 1976 | 24 december 1976  | LDP    |